# جورج كونيل
جورج كونيل (بالإنجليزية: George Connell)‏ هو سياسي أمريكي، ولد في 1871، وتوفي في 22 أكتوبر 1955. حزبياً، نشط في الحزب الجمهوري.